# Igreja de Nossa Senhora da Ajuda (Ilha do Governador)
A Igreja Matriz de Nossa Senhora da Ajuda localiza-se na Freguesia, na Ilha do Governador, bairro da Zona Norte da cidade do Rio de Janeira, no Brasil.

## História
O templo foi erguido à beira-mar, entre os anos de 1710 e 1741, embora o seu alvará confirme a data oficial de inauguração como 1755. Ao seu redor, os colonos portugueses foram se estabelecendo, em sítios e chácaras.
Em 1871 um incêndio destruiu o seu interior e o telhado. Ainda em obras de reconstrução, foi vítima dos conflitos suscitados pela Revolta da Armada, a partir de Setembro de 1893. Invadida pelos revoltosos, teve o seu interior saqueado.
A partir de 1898, uma nova etapa da reconstrução se iniciou, sob a responsabilidade do arquiteto João Bithencourt da Silva, que aproveitou apenas as paredes laterais do monumento, ainda de pé.
Tombada desde 1938 pelo patrimônio histórico (atual Instituto do Patrimônio Histórico e Cultural - IPHAN), a Igreja foi fechada ao público em 1976, quando foi erguida uma nova Matriz. Essa situação se reverteu quando, ao final da década de 1980 o Padre Celso Sehn promoveu uma campanha em prol da recuperação e reativação do antigo santuário, atualmente conhecido como Santuário d'Ajuda.
Recuperada integralmente (inclusive em suas cores originais), foi reaberta em fevereiro de 1990, sendo mantida com as colaborações dos paroquianos.